# Accord de libre-échange entre la Turquie et la Syrie
L'accord de libre-échange entre la Turquie et la Syrie est un accord de libre-échange signé le 22 décembre 2004 et entré en application le 1er janvier 2007. L'accord permet la suppression des droits de douane sur les biens industriels immédiatement pour les droits de douane de la Turquie et progressivement sur 12 ans pour ceux de la Syrie. Cet accord est négocié en parallèle de la négociation de l'accord de libre-échange entre l'Union européenne et la Syrie.
À la suite de cet accord en 2009, la Turquie et la Syrie signent un accord de suppression des visas entre les deux pays,.